# Dominus Iesus
Dominus Iesus (lat. für „Jesus, der Herr“) ist die Erklärung über die Einzigkeit und die Heilsuniversalität Jesu Christi und der Kirche der Kongregation für die Glaubenslehre der römisch-katholischen Kirche. Das Dokument wurde am Fest der Verklärung des Herrn (6. August) im Jahr 2000 nach Beratung und Beschluss durch die Vollversammlung der Kongregation veröffentlicht, nachdem Papst Johannes Paul II. diese Erklärung „mit sicherem Wissen und kraft seiner apostolischen Autorität bestätigt und bekräftigt und deren Veröffentlichung angeordnet“ hatte. Es ist vom damaligen Präfekten der Glaubenskongregation, Joseph Kardinal Ratzinger, sowie vom damaligen Sekretär der Kongregation, Tarcisio Kardinal Bertone, unterzeichnet.

## Inhalt
Der Titel Dominus Iesus entstammt dem Römerbrief (Röm 10,9 ). In der Erklärung wird die Lehre der römisch-katholischen Kirche über die Kirche erläutert und bekräftigt. So werden insbesondere der Ursprung der Kirche in der Sendung Jesu Christi und des Heiligen Geistes gemäß dem Willen Gottes, die Einzigkeit und Einheit der Kirche sowie ihre Rolle für das Heil der Menschen als allumfassendes Heilssakrament ausgeführt. Dabei stützt sich die Erklärung auf die dogmatische Konstitution des Zweiten Vatikanischen Konzils über die Kirche, Lumen gentium.
Im Hinblick auf die verschiedenen Konfessionen unterscheidet die Erklärung Dominus Iesus im Unterpunkt 17 zwischen
- der „einen einzigen Kirche Christi, die in der katholischen Kirche subsistiert“
- den „Kirchen, die zwar nicht in vollkommener Gemeinschaft mit der katholischen Kirche stehen, aber durch engste Bande, wie die apostolische Sukzession und die gültige Eucharistie, mit ihr verbunden bleiben“. Diese werden als „echte Teilkirchen“ bezeichnet. In diesen Kirchen sei die Kirche Christi ebenfalls „gegenwärtig und wirksam, obwohl ihnen die volle Gemeinschaft mit der katholischen Kirche fehlt“, da sie den Primat des Papstes nicht anerkennen
- den Konfessionen, „die den gültigen Episkopat und die ursprüngliche und vollständige Wirklichkeit des eucharistischen Mysteriums nicht bewahrt haben“. Diese seien nicht Kirchen im eigentlichen Sinne, sondern „kirchliche Gemeinschaften“, deren Gläubige aber durch die Taufe dem Leib Christi angehörten. Sie stünden daher „in einer gewissen, wenn auch nicht vollkommenen Gemeinschaft mit der Kirche“

## Rezeption
Dass die protestantischen Kirchen in der Tradition von Unitatis redintegratio – dem Dokument des Zweiten Vatikanischen Konzils über den Ökumenismus – nicht als Kirchen, sondern als „kirchliche Gemeinschaften“ bezeichnet werden, soll  aus katholischer Sicht als besondere Wertschätzung gesehen werden, da sie nicht nur als „Gläubigenvereine“ oder „christliche Gemeinschaften“ angesprochen, sondern ihnen ausdrücklich kirchliche Elemente zugebilligt werden. Die Kommission für Glauben und Kirchenverfassung des Ökumenischen Rates der Kirchen (ÖRK) bemüht sich daher in einer theologischen Studie um eine Verständigung in der Frage der Ekklesiologie.
Seitens der orthodoxen Kirchen wurde das Fehlen des Filioque in dem römischen Dokument positiv als Zeichen der Annäherung wahrgenommen.
Die Erklärung wird im Zusammenhang mit der wissenschaftlichen Arbeit Ratzingers zum hellenistischen Christentum gesehen.